# Буддистская психология
Буддистская психология — система знания, изучающая человеческое сознание, поведение, восприятие и культуру психической деятельности. Целью буддистской психологии является исследование способов достижения «высших состояний сознания» на основе буддийского учения. 
Несмотря на то, что буддийское учение отрицает существование души, и поэтому классическое определение психологии как изучения «психе» (др.-греч. ψυχή — душа) к нему неприменимо, учёные используют термин «буддистская психология», исходя из современного понимания психологии как научной дисциплины, исследующей умственную деятельность и поведение. 
В настоящее время буддийская психология и буддийские психотерапевтические практики (в частности, медитация и практика внимательности) получили широкое распространение в различных направлениях академической и клинической психологии Запада. Буддистская психология включает в себя  эпистемологические принципы, исследовательские методологии и психотехнические практики. Теоретической основой буддистской психологии служит Абхидхамма-питака.

## Общие сведения
В научном сообществе Запада широко распространён взгляд, согласно которому буддийское учение представляет собой религию и/или философию, поэтому буддизм изучают в соответствующих подразделениях академических учреждений. Однако ряд исследователей указывает на тот факт, что важнейшей составной частью буддизма является психология. Так, Сарвепалли Радхакришнан ещё в середине XX века сказал: «В основном буддизм – это психология, логика и этика, а не метафизика». Как самостоятельная область академических исследований буддийская психология впервые в мире была выделена в учебной программе курса компаративного (сравнительного) религиоведения в Университете Махидол (Таиланд) в 1975 году. В предисловии к сборнику статей советских востоковедов и буддологов, изданному в 1991 году, говорится:

Актуальность выделения психологических аспектов буддизма в качестве самостоятельного объекта изучения определяется прежде всего той ролью, которую играла психология – как теоретическая, так и прикладная – в буддийском религиозном и социокультурном комплексе, являясь, по существу, одним из его основных структурообразующих и функциональных элементов…
Изучение психологического наследия буддизма имеет как теоретическое, так и практическое значение, так как в буддизме были выработаны эффективные методы психотренинга и психической саморегуляции. В настоящее время, когда требования к психической устойчивости человека резко возрастают, эти методы могут послужить основой для разработки новых систем аутогенной тренировки.

Особый интерес к психологическим аспектам буддизма обусловлен тем, что психология является ключевым функциональным элементом буддийского религиозного комплекса. Психология, а именно теория сознания, составляла главный предмет буддийского религиозно-философского учения с самых начальных этапов его развития, тогда как онтологическая проблематика либо целиком определялась сотериологическими целями и задачами, либо рассматривалась через призму психологии. С другой стороны, сама психология носила в буддизме онтологизированный характер и буддисты не рассуждали о мире как внеположном сознанию, рассматривая его исключительно как психокосм, т.е. в качестве присутствующего в сознании, "отраженного" в нем.
В последние десятилетия в западной психологии произошёл резкий всплеск интереса к буддистской психологии. По словам Геральда Фиртбауэра (Венский университет),  в настоящее время почти все направления психологии и психотерапии обратили внимание на буддистскую психологическую теорию, и  многие из них стали использовать элементы буддийского учения в теоретической и практической деятельности. Это относится не только к психологическим направлениям, традиционно связанным с восточными учениями (таким, как гештальттерапия и трансперсональная психология), но и к направлениям, ориентированным на самые высокие научные стандарты.
Падмал де Сильва (Лондонский Институт Психиатрии и Лондонский университет) отмечает, что буддистская психология способна внести существенный вклад в развитие западной психологии. Он обосновывает это мнение тем, что буддистская психология носит донаучный характер лишь в силу древнего возникновения, однако её концепции и техники в достаточной мере соответствуют общепринятым научным критериям, чтобы быть интегрированными современной западной психологией .

### Обзор Абхидхаммы
Свод самых ранних буддийских текстов, дошедших до нас, известен под названием Трипитака. Он состоит из трёх частей, последняя из которых носит название Абхидхамма-питака.
Лама Анагарика Говинда говорит об Абхидхамма-питаке как о совокупности психологических и философских основ буддизма, исходном  пункте всех буддийских школ и направлений мысли. В этом разделе Трипитаки в чётких формулировках и в предельно сжатых понятиях раскрывается многое, что неизбежно скрывается развёрнутой и конкретизированной формой языка других частей Палийского канона. Лама Анагарика Говинда выделяет два типа психологии – психология как «чистая наука» и практическая психология. К первому типу он относит создание системы, построенной на основе фактов переживания, но выходящей за пределы начальных данных и целиком зависящей от логических выводов и абстрактных принципов. Ко второму типу он относит психологию, которая остаётся в границах исходных данных, при этом логика служит только для придания формы и расположения материала. По мнению Ламы Анагарики Говинды, буддистская психология относится ко второму типу, причём размах указанных границ в ней чрезвычайно широк: они охватывают не только переживания обычного человека, но и такие уровни высочайших переживаний, на которые наука Запада в первой половине XX века не обращала внимания.
Бхикху Бодхи (президент Общества буддистских публикаций) сказал об Абхидхамма-питаке следующее:

Система, которую представляет Абхидхамма-питака, одновременно является философией, психологией и этикой, интегрированными в рамках программы освобождения… Попытка Абхидхаммы охватить природу реальности, в отличие от классической науки Запада, осуществляется не с точки зрения нейтрального наблюдателя, который смотрит на внешний мир. Основная цель Абхидхаммы состоит в том, чтобы понять сущность опыта, вот почему реальность, на которой она фокусируется, есть сознательная реальность… Поэтому философские построения Абхидхаммы превращаются  в  феноменологическую психологию. Чтобы облегчить понимание переживаемой реальности, Абхидхамма проводит детальный анализ сознания, предстающего в интроспективной медитации. Она выделяет множество классов  сознания, устанавливает факторы и функции для каждого класса, выявляет их связи с их объектами и с физиологическими основаниями и показывает, каким образом различные классы сознания в соединении друг с другом и с материальными феноменами создают протекающий процесс опыта.

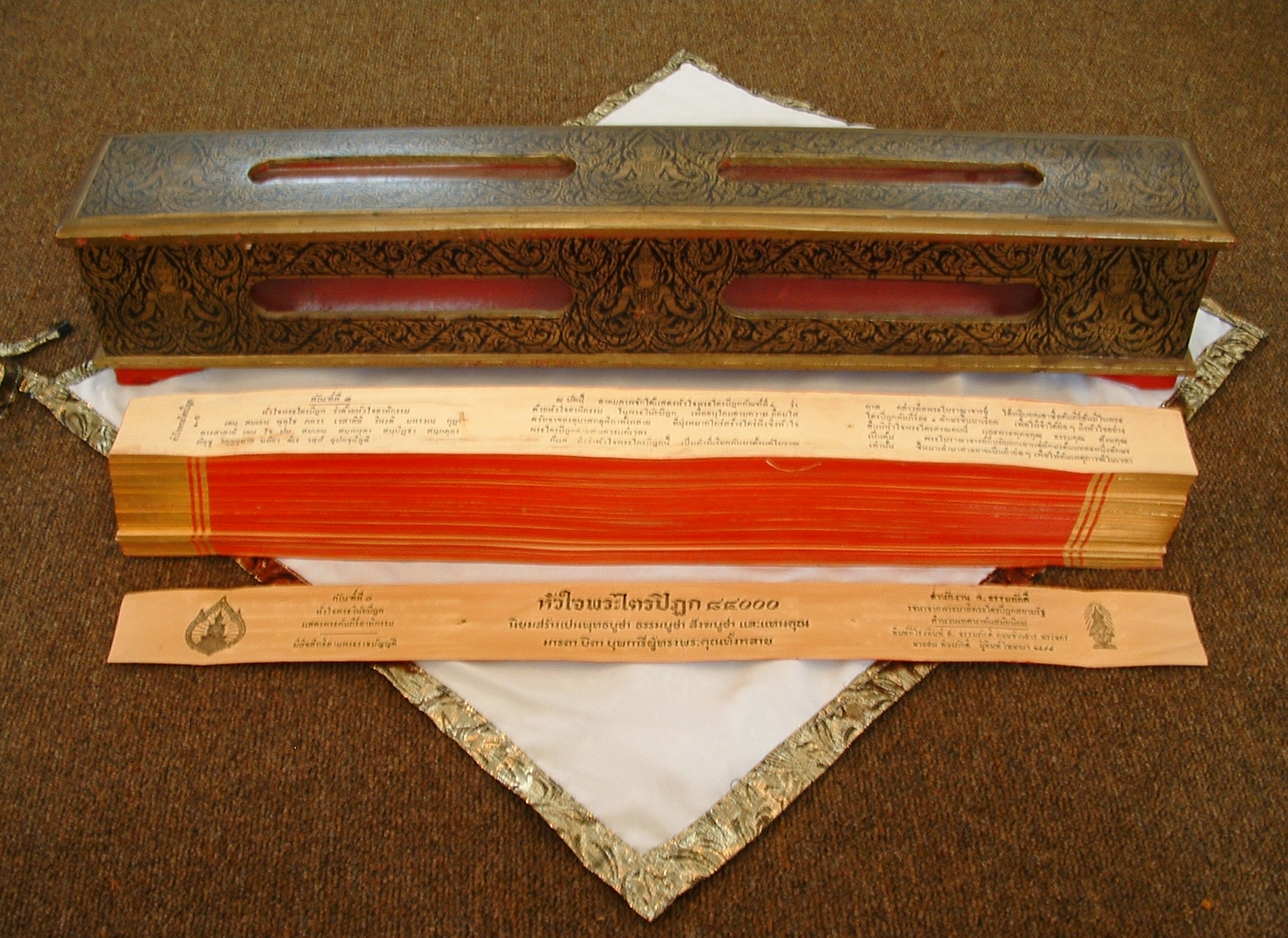
Часть Трипитаки, написанной на тайском языке на традиционных деревянных табличках.

Психологические воззрения Будды Шакьямуни, изложенные в Трипитаке, впоследствии разъяснялись множеством комментаторов. Одну из самых важных книг в буддистской психологии под названием Абхидхармакоша написал в IV веке н. э. основатель школы йогачара по имени Васубандху.

### Далай-лама XIV и диалоги на конференциях «Ум и жизнь»
Начиная с 1987 года, Далай-лама XIV при содействии Института «Ум и жизнь» регулярно проводит конференции, на которых буддисты и учёные обсуждают вопросы, связанные с взаимодействием западной науки и восточных традиций изучения сознания.
Кроме того, Далай-лама XIV постоянно выступает на различных научных конференциях. Своё отношение к взаимодействию западной науки и восточных психологических традиций он выразил на 16-й конференции Евразийской академии нейрохирургии в следующих словах:

С самого детства я, движимый любопытством, проявлял интерес к биологии, различным отраслям науки и, разумеется, устройству мозга. А в последние 30 с лишним лет я веду инициированный мною диалог с учёными из разных областей науки, основные из которых четыре: космология, нейробиология, физика (прежде всего, квантовая физика) и психология. Таковы эти четыре области.
На протяжении этих лет я сделал следующее наблюдение. В том, что касается исследования материи ― того, что вы можете увидеть, измерить ― современная западная наука достигла существенного прогресса, и этот прогресс продолжается. Замечательно!

Но есть ещё и наука о человеческом сознании, эмоциях. В этой области [значительное место занимает] древнеиндийская традиция с присущими ей практиками самадхи и випассаны, которые работают с умом. Для выполнения этих практик нужно лучше понимать, что представляет собой сознание, каковы его функции. Поэтому в [древнеиндийских традициях], в том числе и в буддизме, мы находим больше информации, а также больше техник, позволяющих управлять различными эмоциями.

## Теория личности в буддистской психологии
Представления о личности в буддистской психологии коренным образом отличаются как от индуистских представлений, так и от современных западных концепций. Питер Дж. Джиордано (заведующий кафедрой психологии Белмонтского университета), выделив доминирующие в западной психологии теории личности –  психоаналитическую, бихевиористскую, гуманистически-экзистенциальную, когнитивную и теорию черт характера, –  указал на их общее расхождение с буддистской традицией, которая считает идею о существовании независимого эго иллюзией, порождающей психические страдания. Йозан Дирк Мозиг (профессор психологии Университета Небраски) отметил, что подавляющему большинству направлений западной психологии присуще представление о некоем гомункулусе, обитающем внутри индивида и являющемся носителем мыслей, действий и ощущений (исключение составляет радикальный бихевиоризм, который рассматривает внутреннюю личность как пояснительную фикцию). Идея о внутреннем «я» проникла в западную   психологию и философию вслед за идеей души, берущей своё начало в иудео-христианской традиции и неоплатонизме и впоследствии разработанной Августином Блаженным, а также Фомой Аквинским, у которых её заимствовал Рене Декарт. Западная психология девятнадцатого-двадцатого века, базируясь на философии Декарта, просто дала другое название душе – ум или «я». Буддистская психология, в отличие от западной, базируется на представлении о несуществовании независимого индивидуального я. В соответствии с этим подходом, мысль существует без мыслителя, действие – без деятеля, ощущение – без того, кто ощущает.
Немаловажный момент состоит в том, что буддистская психология отрицает не только существование души или самости у человека, но и декларирует подобную позицию в отношении любого существа или вещи, будь то реки, горы, книги или автомобили. Для иллюстрации отсутствия собственной сущности у вещей можно провести мысленный эксперимент c автомобилем. Если снять с автомобиля шины, останется ли он автомобилем? Если последовательно снимать с автомобиля ветровое стекло, двери, фары и другие части из металла, пластика, стекла и резины, то оказывается невозможным обнаружить ту деталь, после устранения которой автомобиль перестаёт быть автомобилем. После полной разборки автомобиля обнаруживается куча запчастей, но при этом остаётся невыясненным вопрос, в какой момент автомобиль прекратил своё существование. В результате тщательного размышления неизбежно напрашивается вывод, что в действительности автомобиль никогда и не существовал – всё, что мы называем автомобилем, было всего лишь набором деталей, временно соединённых определённым образом. Все эти причины и условия могут рассматриваться либо как внутренние психические состояния, либо как внешние события.
Буддистская психология разработала различные подходы к анализу личности, которые могут быть названы «моделями личности». Эти психологические модели находят применение при изучении многообразного опыта, в том числе: повседневного опыта  обычных людей, переживаний людей, находящихся на пути к просветлению, а также характерных особенностей полностью пробуждённого состояния.

### Агрегатная модель личности
Согласно агрегатной модели, индивид (пудгала) рассматривается как континуум (сантана) или цепь мгновенных комбинаций элементов — дхарм, конституирующих личность. Термин «сантана» является синонимом выражений  «живое существо», «поток сознательной жизни», «поток сознания и его содержания». Дхармы объединяются в пять групп (скандх): рупа, ведана, самджня, санскара и виджняна.
- Рупа (форма) — это телесная масса индивидов, состоящая из четырёх стихий (земли, воды, воздуха и огня) и обладающая примитивной сенсорикой. Эти стихии буддистская психология рассматривает как характеристики, определяемые на основе той чувственной реакции, которую они производят на органы чувств (индрии). Рупа противопоставляется всем остальным скандхам как нементальное (ачетасика) — ментальному (четасика). Она является аналогом бессознательного или, точнее, досознательного опыта.
- Ведана (ощущение) в широком смысле понимается как любая психическая реакция на внешний раздражитель. Ощущение может быть приятным, неприятным или нейтральным, но, вместе с тем, ведана — это не просто приятное или неприятное ощущение, а то, что осознаётся как таковое и обусловливает привязанность человека к чувственному миру.
- Самджня (восприятие) представляет собой более высокую ступень сознательности, связанную с процедурой, в современной психологии называемой распознаванием и включающей подведение под определённое понятие (нечто есть «длинное», а не «короткое», «синее», а не «белое» и т. д.) На самджне основана возможность сознательной жизни, так как иначе всё казалось бы одинаковым.
- Санскара (формирующий фактор) служит элементом инерционного механизма, состоящего из бессознательных отпечатков-остатков предшествующих действий и программирующего психику человека по определённой схеме.

- Виджняна (сознание) занимает высшее место в системе пяти скандх, определяя наличие объекта, субъекта и познание объекта субъектом.

Индивид не распадается на отдельные фрагменты, поскольку скандхи связаны в единое целое упаданой (привязанностью), являющейся главным фактором омрачённости индивида.